# Nemanja Obradović
Nemanja Obradović (in serbo Немања Обрадовић?; Belgrado, 29 maggio 1989) è un calciatore serbo, centrocampista del Mladi Radnik.